# Ostrinia
Genre
Dans la taxonomie des insectes, Ostrinia est un genre (c'est-à-dire une unité taxonomique) inclus dans l'ordre des lépidoptères (papillons). Ce genre a connu plusieurs appellations dont celles de Botys et Pyrausta. Pour plus d'informations sur ces synonymies, consulter l'ouvrage d'entomologie signé par A.S. Balachowsky : " Entomologie appliquée à l'Agriculture" (Tome II, deuxième volume - Ed. Masson et Cie).
Plusieurs espèces du genre Ostrinia sont des ravageurs des cultures, telles Ostrinia nubilalis (la Pyrale du maïs) qui s'alimente sur maïs et d'autres plantes (poivrons, haricots...) ; Ostrinia furnacalis (la Pyrale du maïs asiatique) ; Ostrinia scapulalis qui attaque le haricot Adzuki cultivé au Japon et en d'autres parties d'Asie.

## Espèces rencontrées en Europe
- Ostrinia kasmirica (Moore, 1888)
- Ostrinia nubilalis (Hübner, 1796) - Pyrale du maïs
- Ostrinia palustralis (Hübner, 1796)
- Ostrinia peregrinalis (Eversmann, 1852)
- Ostrinia quadripunctalis (Denis & Schiffermüller, 1775)
- Ostrinia scapulalis (Walker, 1859)